# パイロット章 (ドイツ空軍)
パイロット章(ドイツ語: Flugzeugführerabzeichen)は、ナチス・ドイツの勲章。

## 概要
1935年3月14日にヘルマン・ゲーリングによって制定された。パイロット章はパイロット教育修了者に贈られるものであり、軍功に応じて授与されるものではなかった。教育課程修了証のような形で扱われた。
また、オーストリア空軍に所属していたパイロットに関しても、アンシュルス後もパイロットとして在籍していたのなら授与対象となった。
1957年、勲章法に基づき、ハーケンクロイツを削り取り非ナチ化されたパイロット章なら佩用が認められた。